# Humanistiska programmet
Humanistiska programmet är en nationell gymnasial utbildning i Sverige. Programmet infördes i och med Gy11 och vänder sig till elever som är intresserade av och vill arbeta med humaniora, eller samhällsvetenskap. Utbildningen ger högskolebehörighet till humanistiska och samhällsvetenskapliga ämnen. Programmet har två inriktningar, språk och kultur. Humanistiska programmet är högskoleförberedande.  

## Innehåll[2][3]

### Gymnasiegemensamma ämnen
- Engelska 5 	100p
- Engelska 6 	100p
- Historia 1b 	100p
- Historia 2b — kultur 	100p
- Idrott och hälsa 1 	100p
- Matematik 1b 	100p
- Naturkunskap 1b 	100p
- Religionskunskap 1 	50p
- Samhällskunskap 1b 	100p
- Svenska 1 	100p
- Svenska 2 	100p
- Svenska 3 	100p

eller
- Svenska som andraspråk 1 	100
- Svenska som andraspråk 2 	100
- Svenska som andraspråk 3 	100

### Programgemensamma ämnen
- Filosofi 1 	50p
- Moderna språk 	200p
- Människans språk 1 	100p

### Kurser inom inriktningarna
Kulturinriktning
- Filosofi 2 	50p
- Kultur- och idéhistoria 	100p
- Samtida kulturuttryck 	100p
- Psykologi 1 	50p
- Litteratur 	100p

Språkinriktning
- Latin — språk och kultur 1 	100p
- Språk 		300p

### Valbara kurser inom programmet
- Arkitektur — hus 	100p
- Arkitektur — rum 	100p
- Bild 	100p
- Bild och form 1a1 	50p
- Bild och form 1b 	100p
- Bildteori 	100p
- Engelska 7 	100p
- Entreprenörskap 	100p
- Estetisk kommunikation 1 	100p
- Estetisk kommunikation 2 	100p
- Estetisk kommunikation 3 	100p
- Filosofi 2 	50p
- Geografi 1 	100p
- Historia 3 	100p
- Humanistisk och samhällsvetenskaplig specialisering 	100p
- Rätten och samhället 	100p
- Klassisk grekiska — språk och kultur 1 	100p
- Klassisk grekiska — språk och kultur 2 	100p
- Film- och tv-kunskap 	100p
- Konstarterna och samhället 	50p
- Kultur- och idéhistoria 	100p
- Samtida kulturuttryck 	100p
- Latin — språk och kultur 1 	100p
- Latin — språk och kultur 2 	100p
- Latin — språk och kultur 3 	100p
- Matematik 2b 	100p
- Matematik 3b 	100p
- Matematik 4 	100p
- Journalistik, reklam och information 1 	100p
- Textkommunikation 	100p
- Medier, samhälle och kommunikation 1 	100p
- Modersmål 1 	100p
- Modersmål 2 	100p
- Modersmål — aktiv tvåspråkighet 	100p
- Människans språk 2 	100p
- Naturkunskap 2 	100p
- Kommunikation 	100p
- Lärande och utveckling 	100p
- Människors miljöer 	100p
- Pedagogiskt ledarskap 	100p
- Dramapedagogik 	100
- Psykologi 1 	50p
- Psykologi 2a 	50p
- Psykologi 2b 	50p
- Religionskunskap 2 	50p
- Religionskunskap — specialisering 	100p
- Internationella relationer 	100p
- Samhällskunskap 2 	100p
- Samhällskunskap 3 	100p
- Etnicitet och kulturmöten 	100p
- Sociologi 	100p
- Ungdomskulturer 	100p
- Språk specialisering — skrivande 	100p
- Litteratur 	100p
- Retorik 	100p
- Skrivande 	100p
- Dramatik och dramaturgi 	100p
- Teaterteori 	100p
- Visuell kommunikation 	100p